# Данвичский ужас (фильм, 2009)
«Данвичский ужас» (англ. The Dunwich Horror) — американский фильм ужасов, поставленный режиссёром Ли Скоттом по одноимённому рассказу Говарда Филлипса Лавкрафта. Фильм был снят в 2008 году специально для телевидения и показан в 2009 году на канале Syfy Universal.

## Сюжет
В отдалённом месте Луизианы у тридцатипятилетней одинокой женщины Лавинии Уитли рождается двойня — мальчик Уилбур и кровожадный монстр.
Спустя десять лет доктор Генри Армитейдж и его помощница профессор Фэй Морган участвуют в изгнании демона из молодой девушки Кейтлин, ставшей одержимой сразу после переезда её семьёй в купленный дом. В тайнике дома они находят древнюю магическую пирамиду. Они относят её старому другу Армитейджа и бывшему возлюбленному Морган профессору Уолтеру Райсу, преподающему религиоведение в колледже, и просят его помочь им в поисках и переводе Некрономикона. Армитейдж предупреждает его, что открыты врата в иной мир и, если не поторопиться и не закрыть их, в наш мир вскоре войдут Древние и уничтожат человечество. Райс — убеждённый рационалист — не верит в эти сказки, но соглашается помочь и отправляется на поиски книги вместе с Фэй.
Тем временем Уилбур Уитли, чьё развитие проходит стремительно, и в свои десять лет он похож на мужчину среднего возраста, похищает неосторожных путников и скармливает их своему брату, чтобы тот стал достаточно силён для держания врат для прихода Древних. После кормёжки монстра он также отправляется на поиски оригинала Некрономикона, так как лишь в оригинале есть страница с заклинанием, необходимым для открытия и закрытия врат.

## В ролях
| Актёр         | Роль                   |
| ------------- | ---------------------- |
| Грифф Фёрст   | Уолтер Райс            |
| Сара Ливин    | Фэй Морган             |
| Дин Стоквелл  | доктор Генри Армитейдж |
| Джеффри Комбс | Уилбур Уитли           |
| Наташа Итцел  | Кейтлин                |
| Лорен Мишель  | Лавиниа Уитли          |